# لاواساره
لاواساره (به لاتین: Lavassaare) یک شهرک در استونی است که در دهستان آودرو واقع شده‌است. لاواساره ۸٫۰۰ کیلومتر مربع مساحت و ۵۳۹ نفر جمعیت دارد.